# Macclesfield
Macclesfield ist eine englische Stadt, ca. 26 Kilometer südlich von Manchester, in der Grafschaft Cheshire, am Ostrand der Cheshire Plain und am Fluss Bollin gelegen.
Macclesfield hat 52.044 Einwohner (Stand: 2011) und gilt als eine der zehn britischen Städte mit den wohlhabendsten Einwohnern.

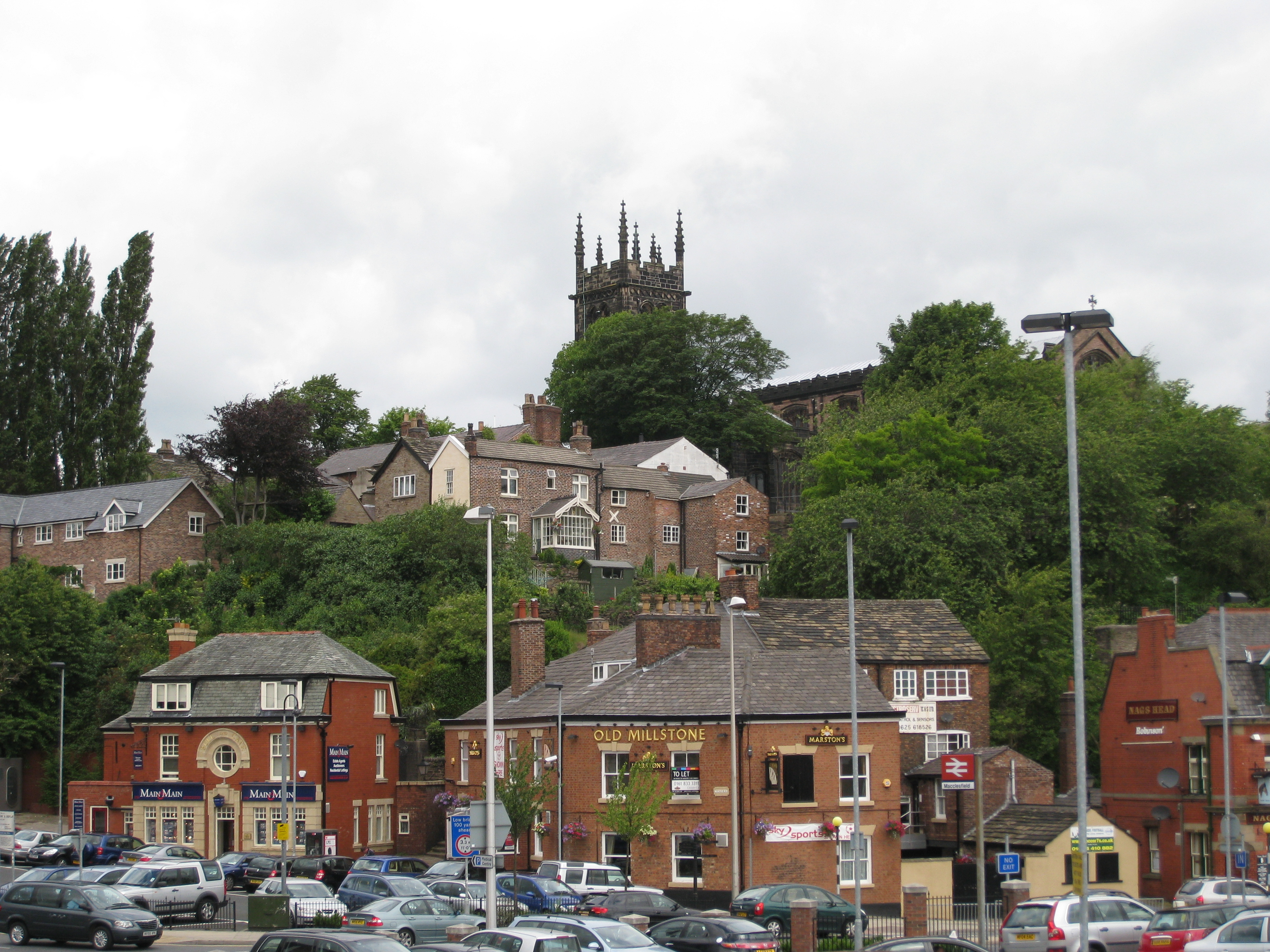
Macclesfield vom Bahnhof aus gesehen

## Geschichte
Im Domesday Book wird der Ort als Maclesfeld und 1183 als Makeslesfeld erwähnt.

## Verkehr
Macclesfield hat einen Bahnhof an der West Coast Main Line mit häufigen Verbindungen nach Manchester, Birmingham und weiter nach London und Schottland.
Durch die Stadt verlaufen die A Roads A523 (Meadowside bei Ashbourne (Derbyshire) – Hazel Grove) und A537 (Cat and Fiddle Inn – Knutsford). Der Abschnitt der letzteren östlich von Macclesfield ist Teil der landschaftlich reizvollen Cat and Fiddle Road. Im Stadtgebiet zweigen von der A523 die A536 nach Congleton und von der A537 die A538 nach Altrincham ab. Die A537 und die B5470 nach Chapel-en-le-Frith sind die einzigen Straßenverbindungen von Macclesfield in östliche Richtung.
Durch den Ostteil der Stadt verläuft der Macclesfield Canal, der den Peak Forest Canal bei Marple mit dem Trent and Mersey Canal bei Kidsgrove verbindet.

## Kultur
Obwohl in Macclesfield gleich drei Musiker der Bands Joy Division und New Order wohnten, wurde der Ort 2004 von der Times als der kulturärmste des Landes bezeichnet.

### Museen
Das Seidenmuseum beleuchtet die Geschichte der Fabrikation von Seide in der Stadt.

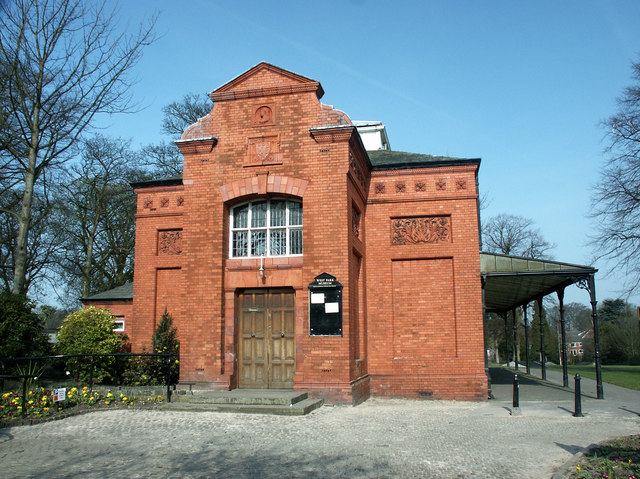
West Park Museum

Das West Park Museum geht auf eine Idee von Marianne Brocklehurst zurück und wurde 1897/98 erbaut. Sie stammte aus einer ortsansässigen Familie wohlhabender Seidenfabrikanten und konnte sich dadurch zwischen 1873 und 1891 mehrere Reisen nach Ägypten leisten. Sie brachte zahlreiche Gegenstände von den Reisen mit, von denen einige im West Park Museum gezeigt werden. Zu den kulturhistorisch wertvollsten von ihr erworbenen Objekten gehört das ägyptische Totenbuch eines Mannes namens Baksu aus der Zeit des Amenophis II., heute auch Papyrus Brocklehurst genannt, das im Museum August Kestner aufbewahrt wird. Das West Park Museum stellt auch Werke der Tiermalerei aus sowie einen ausgestopften Riesenpanda, der in China von einem Verwandten der Frau Brocklehurst erlegt wurde.

### Sport
Der örtliche Fußballverein Macclesfield Town stieg von der fünften englischen Profiliga Conference National bis in die dritte Profiliga Football League One auf. Dem folgte jedoch ein erneuter Abstieg bis in die fünfte englische Profiliga. Der Verein ist seit 1891 im Stadion Moss Rose an der London Road beheimatet.

## Städtepartnerschaften
Von 1953 bis 2010 bestand eine Städtepartnerschaft mit Eckernförde in Deutschland, Kontakte bleiben bestehen.

## Persönlichkeiten

### Söhne und Töchter der Stadt
- Robert Whitaker McAll (1821–1893), kongretionalistischer Prediger und Gründer Mission populaire évangélique
- Phyllis Nicolson (1917–1968), Mathematikerin
- John Mayall (1933–2024), Bluesmusiker
- Guy Edwards (* 1942), Autorennfahrer
- Stephen Morris (* 1957), Schlagzeuger der Musikgruppen Joy Division und New Order
- Jonathan Agnew (* 1960), Cricketspieler und -kommentator
- Deno Davie (* 1965), Radrennfahrer
- Mr. Methane (* 1966), Kunstfurzer
- David Shrigley (* 1968), Künstler
- Mr. Scruff (* 1972), DJ und Musiker
- Sarah Burton (* 1974), Modedesignerin
- Ben Ainslie (* 1977), Segler, dreifacher olympischer Goldmedaillengewinner
- Yvette Grice (* 1980), Triathletin und Ironman-Gewinnerin
- Peter Crouch (* 1981), Fußballspieler
- Helen Marten (* 1985), Bildende Künstlerin und Turner Prize Gewinnerin 2016
- Ben Amos (* 1990), Fußballspieler
- Isobel Christiansen (* 1991), Fußballspielerin
- Karriss Artingstall (* 1994), Boxerin
- Emily Whitlock (* 1994), Squashspielerin

### Persönlichkeiten, die im Ort gewirkt haben

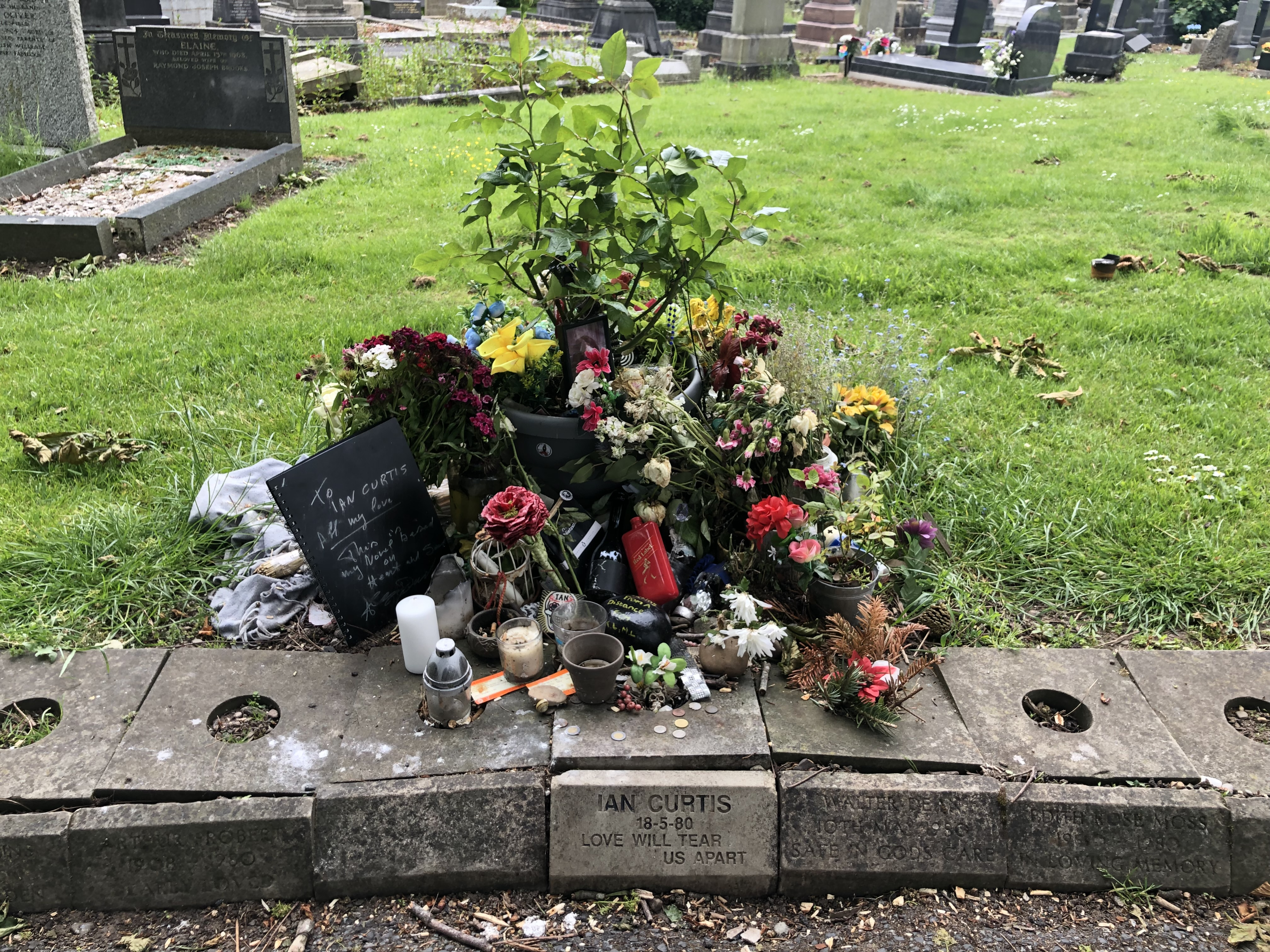
Grab von Ian Curtis

- Ian Curtis (1956–1980), Sänger, Gitarrist und Songwriter von Joy Division, lebte in der Barton Street und wurde in Macclesfield beigesetzt